# Bystra (powiat bielski)

Nieoficjalny herb wsi Bystra

Bystra – wieś w Polsce położona w województwie śląskim, w powiecie bielskim, w gminie Wilkowice. Powierzchnia sołectwa wynosi 1379 ha, a liczba ludności 3887, co daje gęstość zaludnienia równą 281,9 os./km². Dawniej były to dwie odrębne miejscowości – Bystra Śląska (niem. Bistrai) i Bystra Krakowska, połączone administracyjnie w 1956 z równoczesną zmianą nazwy na Bystra. Miejscowość położona jest nad potokiem Białka w Beskidzie Śląskim, lewym dopływem Białej, na południe od Bielska-Białej.

## Części wsi i obwody głosowania
| SIMC    | Nazwa             | Rodzaj    |
| ------- | ----------------- | --------- |
| 1001208 | Bystra Dolna      | część wsi |
| 1003928 | Bystra Dolna      | część wsi |
| 1001214 | Bystra Górna      | część wsi |
| 1003934 | Bystra Górna      | część wsi |
| 1001220 | Bystra Południowa | część wsi |
| 1001237 | Czosnek           | część wsi |
| 1001355 | Kaplica           | część wsi |
| 1001421 | Piekło            | część wsi |

Administracyjny podział na Bystrą Śląską i Bystrą Krakowską zachował się w postaci 2 odrębnych obwodów głosowania gminy Wilkowice: obwód nr 5 obejmuje dawną Bystrą Śląską, z kolei obwód nr 6 dawną Bystrą Krakowską. W wyborach samorządowych w 2010 w tych dwóch obwodach uprawionych do głosowania było łącznie 3274 osób, z tego 1294 (39,5%) w obwodzie nr 5 (Bystrej Śląskiej) a 1980 (60,5%) w obwodzie nr 6 (Bystrej Krakowskiej). Gdyby te proporcje odnosiły się również do ogółu populacji sołectwa to liczbę mieszkańców Bystrej Śląskiej można by szacować na ponad 1500 osób, zaś Bystrej Krakowskiej na ponad 2300.

## Historia
Obie miejscowości, Bystra Śląska i Bystra Krakowska, założone zostały w XVI wieku i rozwijały się równolegle, rozdzielone jednak nurtem rzeki Białki, stanowiącej przez kilka wieków granicę państwową: Bystra Śląska na Śląsku Cieszyńskim należała do Królestwa Czech (od 1526 w austriackim imperium Habsburgów, do 1572 w księstwie cieszyńskim, później w bielskim państwie stanowym i Księstwie Bielskim od 1752), natomiast Bystra Krakowska – w ramach Żywiecczyzny położona była w granicach I Rzeczypospolitej. Po I rozbiorze Polski w 1772 roku do końca I wojny światowej granica ta rozdzielała jedynie austriackie prowincje: Śląsk i Galicję. W 1900 roku te dwie miejscowości miały łącznie obszar 1811 hektarów i 1434 mieszkańców.

### Bystra Krakowska
Bystra Krakowska założona została w XVI w. i od początku związana była z państwem żywieckim, a od 1618 r. wchodziła w skład wydzielonego z niego klucza łodygowickiego.
Według austriackiego spisu ludności z 1900 w Bystrej leżącej w prowincji Galicja i powiecie Biała w 118 budynkach na obszarze 847 hektarów mieszkało 947 osób (gęstość zaludnienia 111,8 os./km²), z czego wszyscy byli polskojęzycznymi katolikami.

### Bystra Śląska (Bistrai)

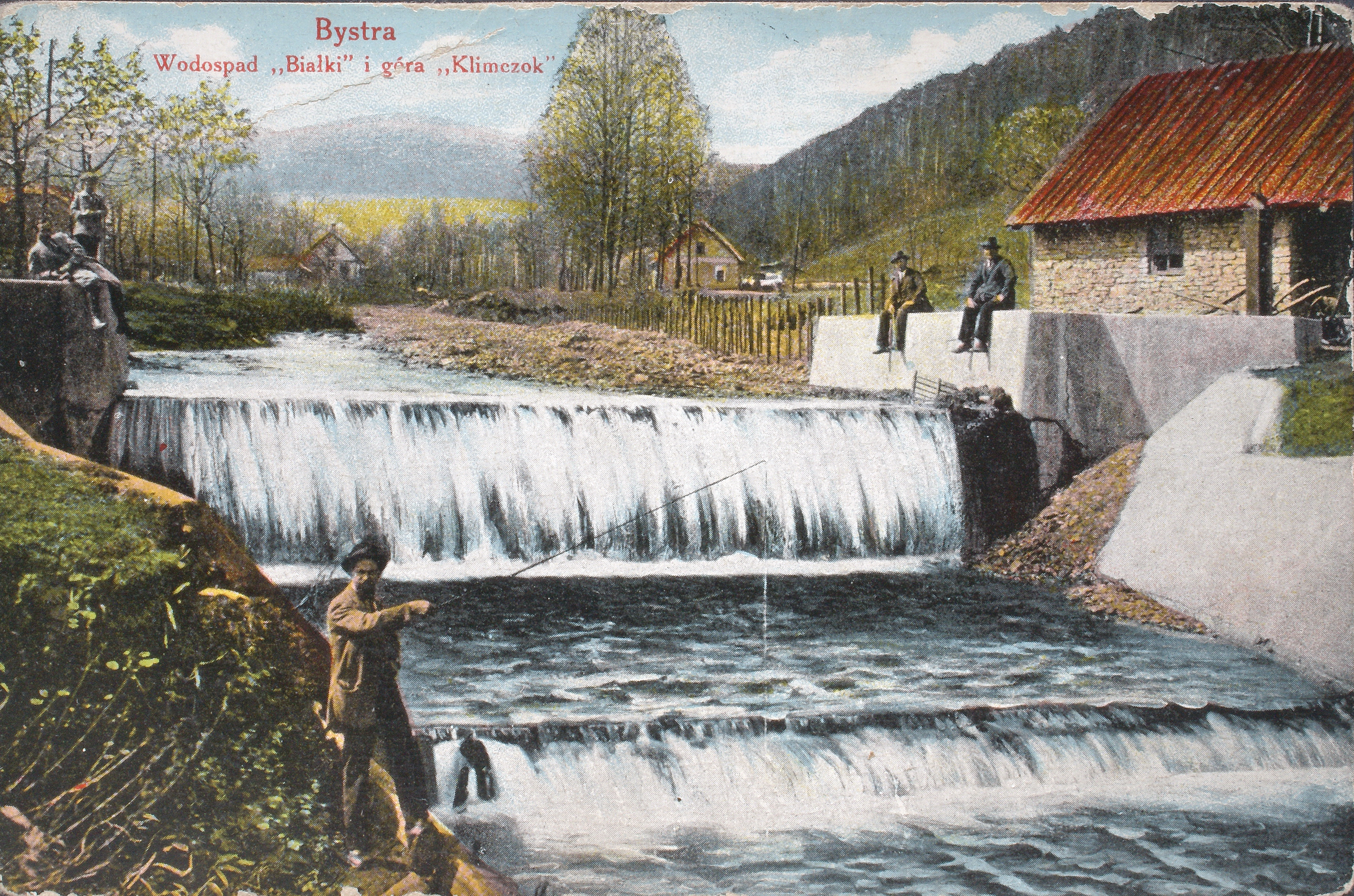
Pocztówka z Bystrej z lat dwudziestych XX wieku.

Bystra Śląska powstała w I połowie XVI w. jako osada drwali trzebiących lasy na stokach Koziej Góry i Szyndzielni. W 1570 roku została ona sprzedana – wraz z Mikuszowicami Śląskimi i Kozim Lasem – przez księcia cieszyńskiego magistratowi miasta Bielska. Odtąd aż do XIX w. była własnością miejską (później – gminą miejską), zasiedloną w znacznej części kolonistami niemieckimi. Poczynając od XIX w. zaczęły się tu ujawniać polsko-niemieckie antagonizmy narodowościowe. Według austriackiego spisu ludności z 1900 w Bystrej (leżącej w prowincji Śląsk) w 56 budynkach na obszarze 964 hektarów mieszkało 487 osób, co dawało gęstość zaludnienia równą 50,5 os./km². 361 (74,13%) mieszkańców było katolikami, 85 (17,5%) ewangelikami a 41 (8,4%) Żydami, 312 (64,1%) było niemiecko- a 173 (35,5%) polskojęzycznymi, zaś 1 osoba posługiwała się językiem czeskim. Do 1910 roku liczba mieszkańców wzrosła do 548 osób, z czego 547 było zameldowanych na stałe, 283 (51,7%) było niemiecko- a 264 (48,3%) polskojęzycznymi, 444 (81%) było katolikami, 77 (14,1%) ewangelikami, 25 (4,6%) wyznawcami judaizmu a 2 osoby były jeszcze innej religii lub wyznania.
Po zakończeniu I wojny światowej tereny, na których leży miejscowość – Śląsk Cieszyński stał się punktem sporu pomiędzy Polską i Czechosłowacją. W 1918 roku na bazie Straży Obywatelskiej miejscowi Polacy utworzyli lokalny oddział Milicji Polskiej Śląska Cieszyńskiego, który podlegał organizacyjnie 11 kompanii w Bielsku.
W 1922 powstała tu pierwsza polska szkoła, do której uczęszczały też dzieci z sąsiednich Mikuszowic Śląskich. Przy szkole tej skupiały się polskie organizacje, jak harcerstwo i Związek Strzelecki „Strzelec” ze swym klubem sportowym „Klimczok”.

#### Jako miejscowość wypoczynkowa

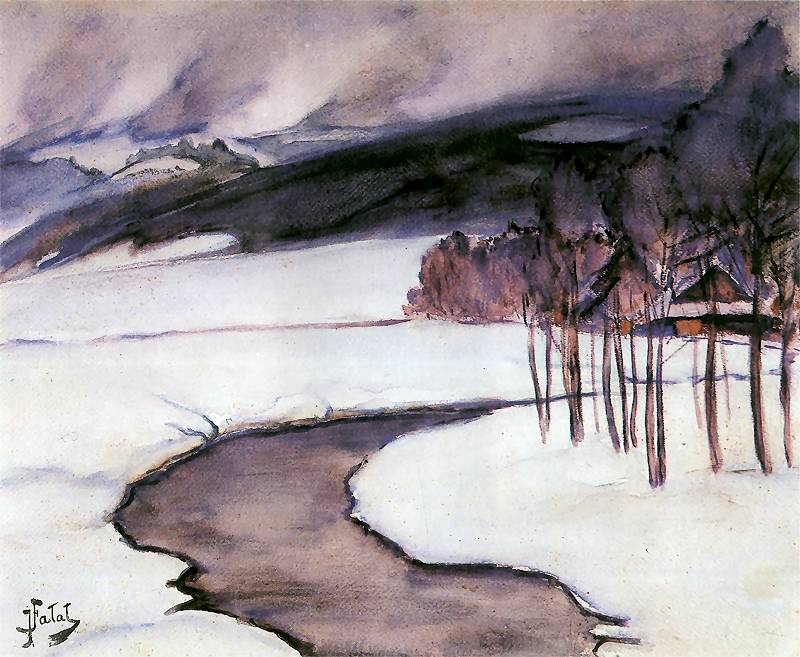
Pejzaż zimowy z Bystrej, Julian Fałat, 1910

Korzystny mikroklimat, w tym duże nasłonecznienie i rześkie, górskie powietrze oraz niezniszczone lasy sprawiły, że w II połowie XIX w. Bystra Śląska stała się miejscowością wypoczynkową. Sprzyjało temu otwarcie w 1878 roku linii kolejowej Bielsko–Żywiec, przebiegającej przez sąsiednie Wilkowice. M.in. w 1886 przebywała tu Maria Konopnicka, a w 1910 osiadł polski malarz Julian Fałat. W 1874 powstał tu pierwszy zakład przyrodoleczniczy, przeobrażony w 1897 przez polskiego lekarza Ludwika Jekelsa w znane sanatorium. W 1912, gdy Bystra uzyskała status miejscowości uzdrowiskowej, zostało ono odsprzedane socjalistycznemu związkowi zawodowemu górników z Karwiny, a w 1934 Związkowi Kas Chorych, który je rozbudował w duże sanatorium na 500 łóżek, leczące choroby płuc i gruźlicę. Tu leczyli się i zmarli działacze socjalistyczni: Ignacy Daszyński (1936) oraz Tadeusz Reger (1938). W 1930 r., po czterech latach budowy, oddano do użytku usytuowany u podnóży Rogacza budynek sanatorium dla kolejarzy. Wybudowane kosztem 1,1 mln zł przez kolejową Kasę chorych w Katowicach posiadało 120 miejsc dla chorych kolejarzy z całej Polski. 

### Administracyjne losy w państwie polskim i połączenie
Po I wojnie światowej obie miejscowości znalazły się w granicach odrodzonej Polski. W latach 1918–1939 i 1945–1950 Bystra Śląska należała do powiatu bielskiego (województwo śląskie, później katowickie), zaś Bystra Krakowska – do powiatu bialskiego (województwo krakowskie). W 1950 roku miejscowości te wraz z Meszną włączono do powiatu bielskiego w województwie katowickim. Bystrą Krakowską i Bystrą Śląską połączono w 1956 roku w jedną wieś, którą w 1973 roku włączono do gminy Wilkowice, a w latach 1975–1998 administracyjnie należała do województwa bielskiego.

### Po połączeniu

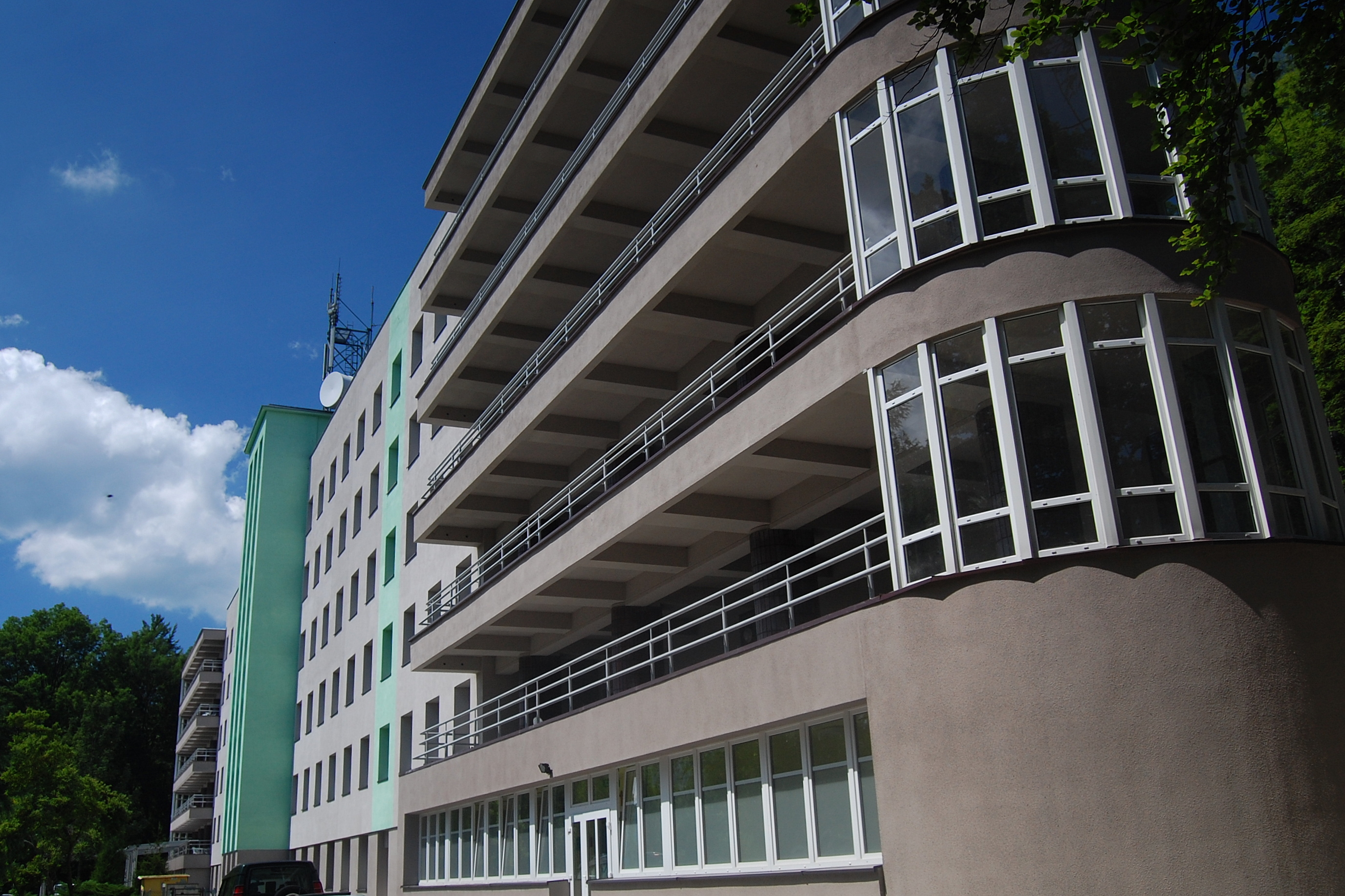
Siedziba Centrum Pulmonologii i Torakochirurgii w Bystrej

Do lat 80. XX wieku Bystra była w dalszym ciągu znaną miejscowością wypoczynkową, w której powstało wiele nowych zakładowych i resortowych domów wczasowych oraz liczne prywatne domki letniskowe. Obecnie domy wczasowe funkcjonują jako ogólnodostępne hotele i ośrodki wypoczynkowe, którym towarzyszy szereg mniejszych pensjonatów. Poza tym miejscowość rozwija się jako zaplecze mieszkaniowe dla pobliskiego Bielska-Białej. Działalność leczniczą dawnego śląskiego sanatorium kontynuował Specjalistyczny Zespół Chorób Płuc i Gruźlicy, obecnie działający jako Centrum Pulmonologii i Torakochirurgii w Bystrej. W dawnym budynku Sanatorium Kolejowego funkcjonuje obecnie Samodzielny Publiczny Zakład Opieki Zdrowotnej Szpital Kolejowy w Wilkowicach-Bystrej. Swe tradycje sportowe kontynuuje również miejscowy klub LKS „Klimczok”, z którego wywodzili się wybitni skoczkowie narciarscy: Zdzisław Hryniewiecki, Józef Przybyła i Łukasz Kruczek.
W roku 2004 Bystra przystąpiła do konkursu: „Najpiękniejsza wieś województwa śląskiego”. Nie przyznano I miejsca, natomiast 3 równorzędne II miejsca w których znalazła się Bystra.

## Komunikacja
Do Bystrej dojeżdża autobus podmiejski linii nr 57 obsługiwanej przez MZK Bielsko-Biała. Końcowy przystanek znajduje się na pętli przy „Leśniczówce” w Bystrej Śląskiej. Do końcowego przystanku autobus jedzie ul. Fałata, obok m.in. Specjalistycznego Szpitala Gruźliczego, przy którym znajduje się przystanek tej linii, gdzie można dojechać dalej do Bystrej Śląskiej oraz centrum Bielska-Białej (Partyzantów/Zamkowa/3 Maja/Warszawska).

## Religia
Na terenie Bystrej działalność duszpasterską prowadzi Kościół Rzymskokatolicki w ramach dwóch parafii diecezji bielsko-żywieckiej:
- dekanat Łodygowice: parafia Najdroższej Krwi Pana Jezusa Chrystusa w Bystrej (Krakowskiej)
- dekanat Bielsko-Biała II – Stare Bielsko: parafia Wniebowzięcia Najświętszej Maryi Panny w Bystrej (Śląskiej).

## Osoby związane z Bystrą[21]
- Julian Fałat – znany polski malarz i pejzażysta, autor licznych dzieł sztuki,
- dr płk. Marian Szarewski – doktor i pułkownik WP, prowadził pensjonat w Bystrej,
- W Bystrej leczyli się lub wypoczywali Zofia Kossak-Szczucka, Kornel Makuszyński, Gustaw Morcinek, Emil Zegadłowicz, Józef Chełmoński, Jacek Malczewski, Rudolf Legieni i Jan Smółka (przewodniczący regionalnego koła TUR), Józef Piłsudski, Gabriel Narutowicz, Ignacy Daszyński, Maria Konopnicka, Paweł Cyms, Wojciech Kossak, Leon Wyczółkowski, Xawery Dunikowski, Władysław Jarocki, arcybiskup Adam Sapieha, kardynał Franciszek Macharski, Karol Wojtyła (papież Jan Paweł II), biskupi diecezji katowickiej Herbert Bednorz i Damian Zimoń oraz Marszałek Polski Michał Rola-Żymierski.

## Turystyka i osobliwości
W Bystrej znajduje się muzeum Juliana Fałata, mieszkającego tam w latach 1910–1929 oraz ławeczka jego imienia z 2017 roku. Ponadto w miejscowości zachowały się również drewniane chałupy z XIX w. oraz wille z przełomu XIX i XX w. (w Bystrej Śląskiej).
Chronionymi pomnikami przyrody są: kilkusetletni cis w Bystrej Górnej obok willi „Halamówka” (ul. Klimczoka 142) oraz 400-letnia lipa koło DPS „Sadyba” ul. Klimczoka 80.
W 2018 r. na terenie Bystrej Krakowskiej zostały zidentyfikowane okazy daglezji zielonej, których wysokości wynoszą od 53 do 57,3 m. Uznano je wówczas za najwyższe drzewa rosnące w Polsce (w 2020 r. Lasy Państwowe poinformowały o odnalezieniu wyższych od niej daglezji w nadleśnictwie Ujsoły w Beskidzie Żywieckim, rok później zaś w Górach Bardzkich).

### Szlaki piesze
- Znakowane szlaki turystyki pieszej:
  -  szlak zielony Bystra Górna – Kołowrót – Klimczok – Szczyrk – Skrzyczne – Barania Góra – Stożek Wielki – Wisła
  -  szlak czerwony Bystra Górna – Magura – Klimczok
  -  szlak niebieski Bystra – Klimczok
  -  szlak czarny Bystra – Chata na Groniu – Szczyrk Górka

Z centrum Bystrej można dojść na szczyty Równi (30 min), Koziej Góry (40 min), Szyndzielni (2 godz.), Magury (2 godz.) i Klimczoka (2,5 godz.).

## Galeria

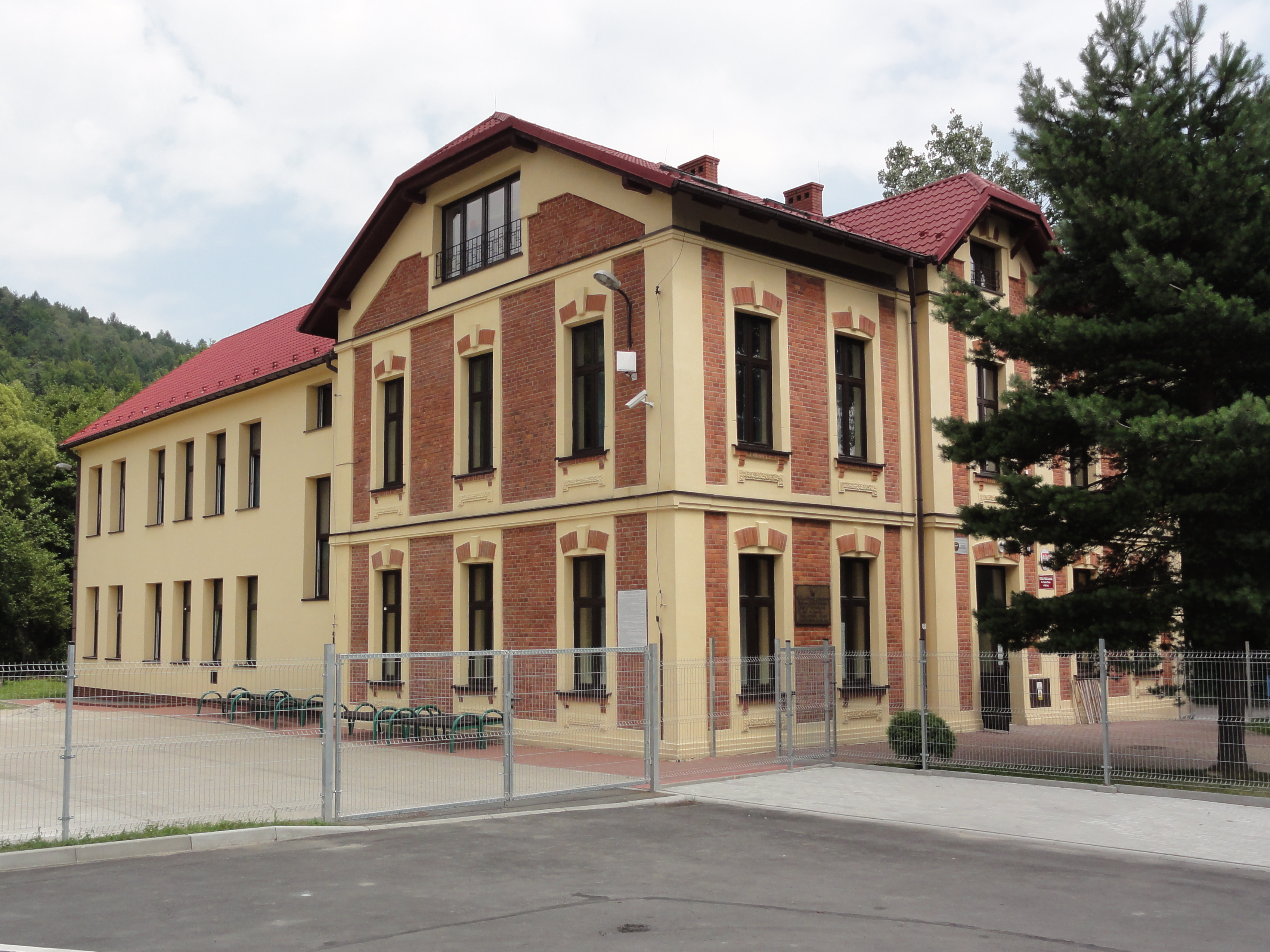
Szkoła podstawowa w Bystrej
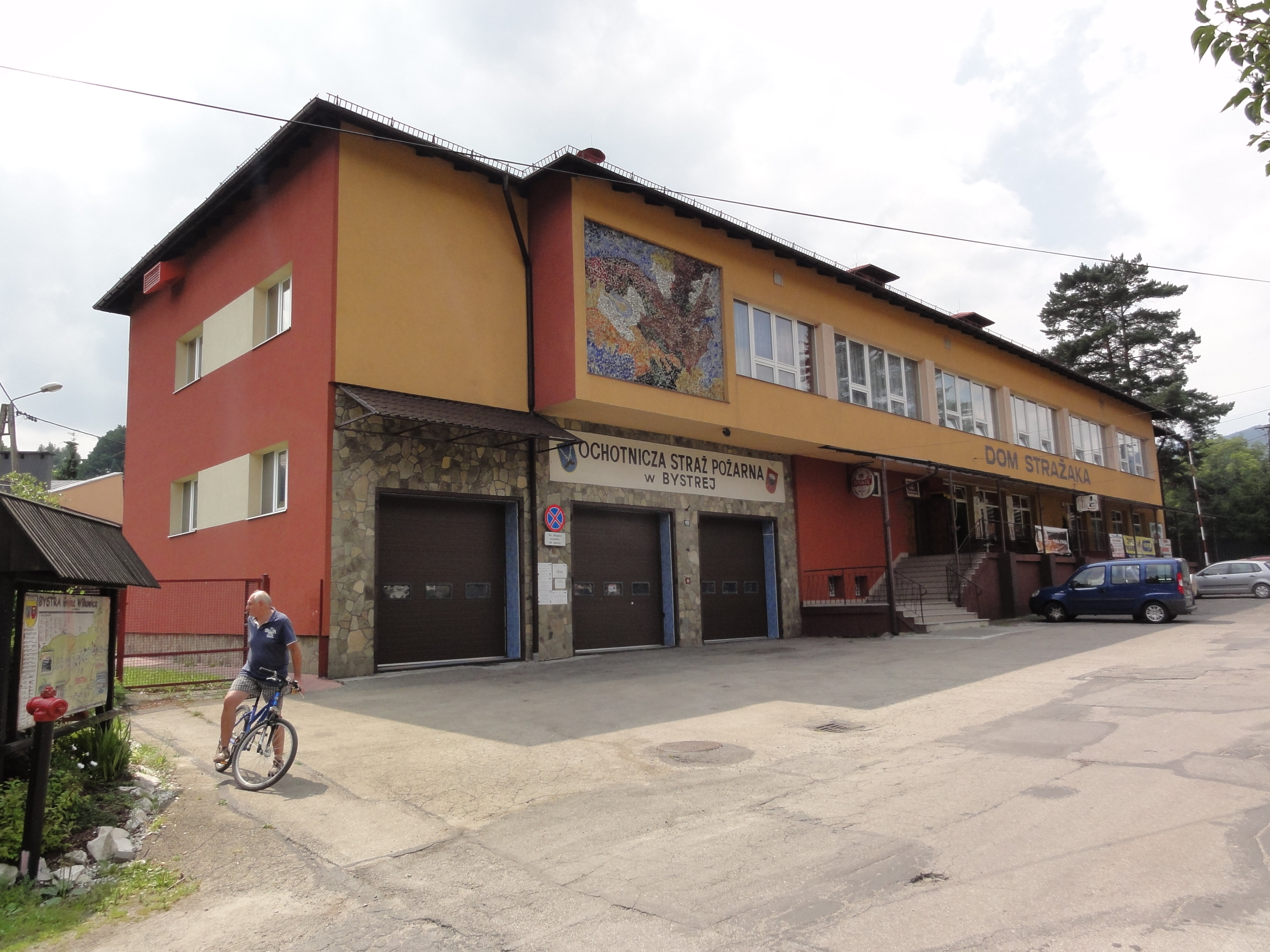
OSP w Bystrej Krakowskiej
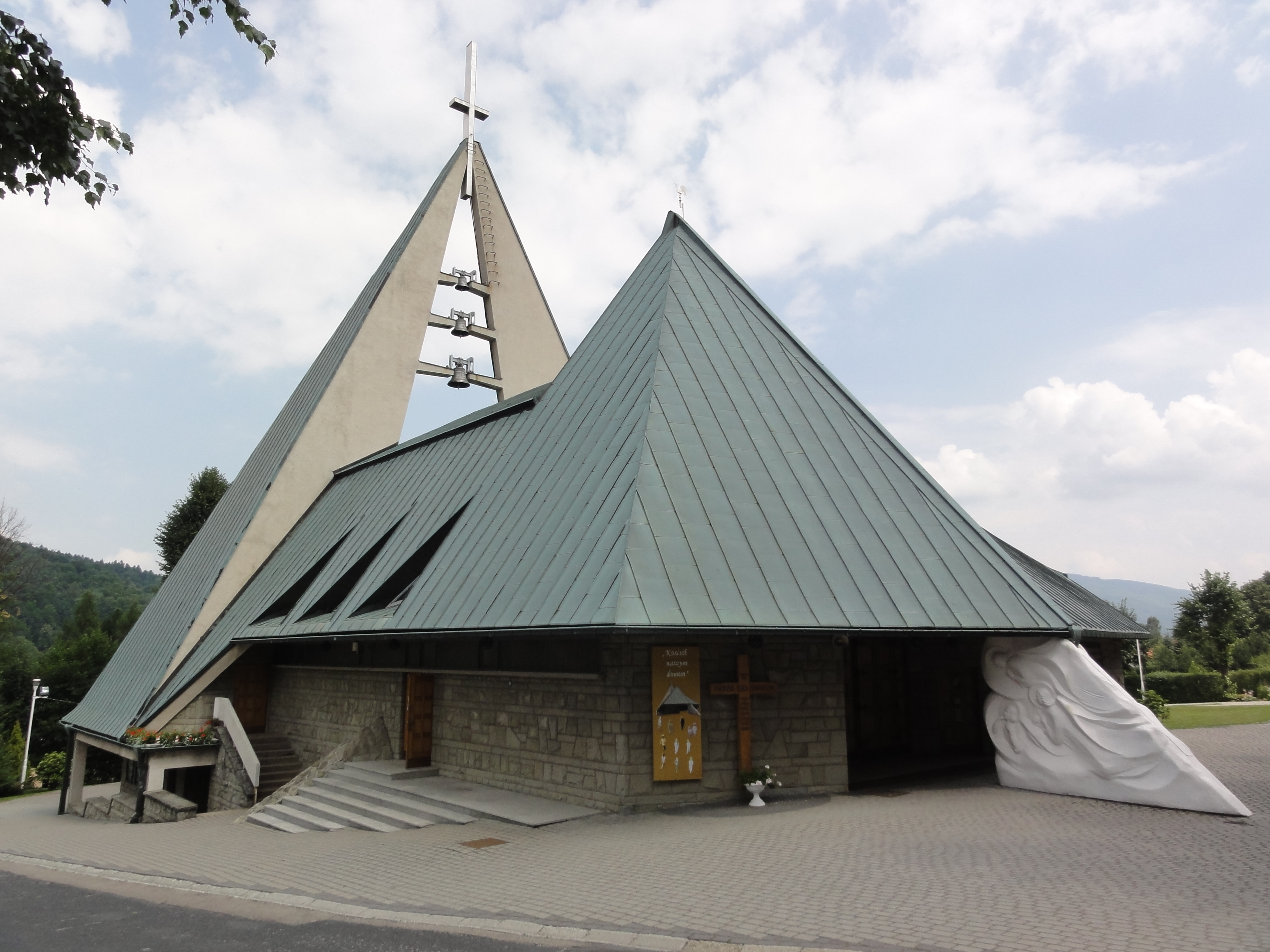
Kościół Najdroższej Krwi Pana Jezusa w Bystrej
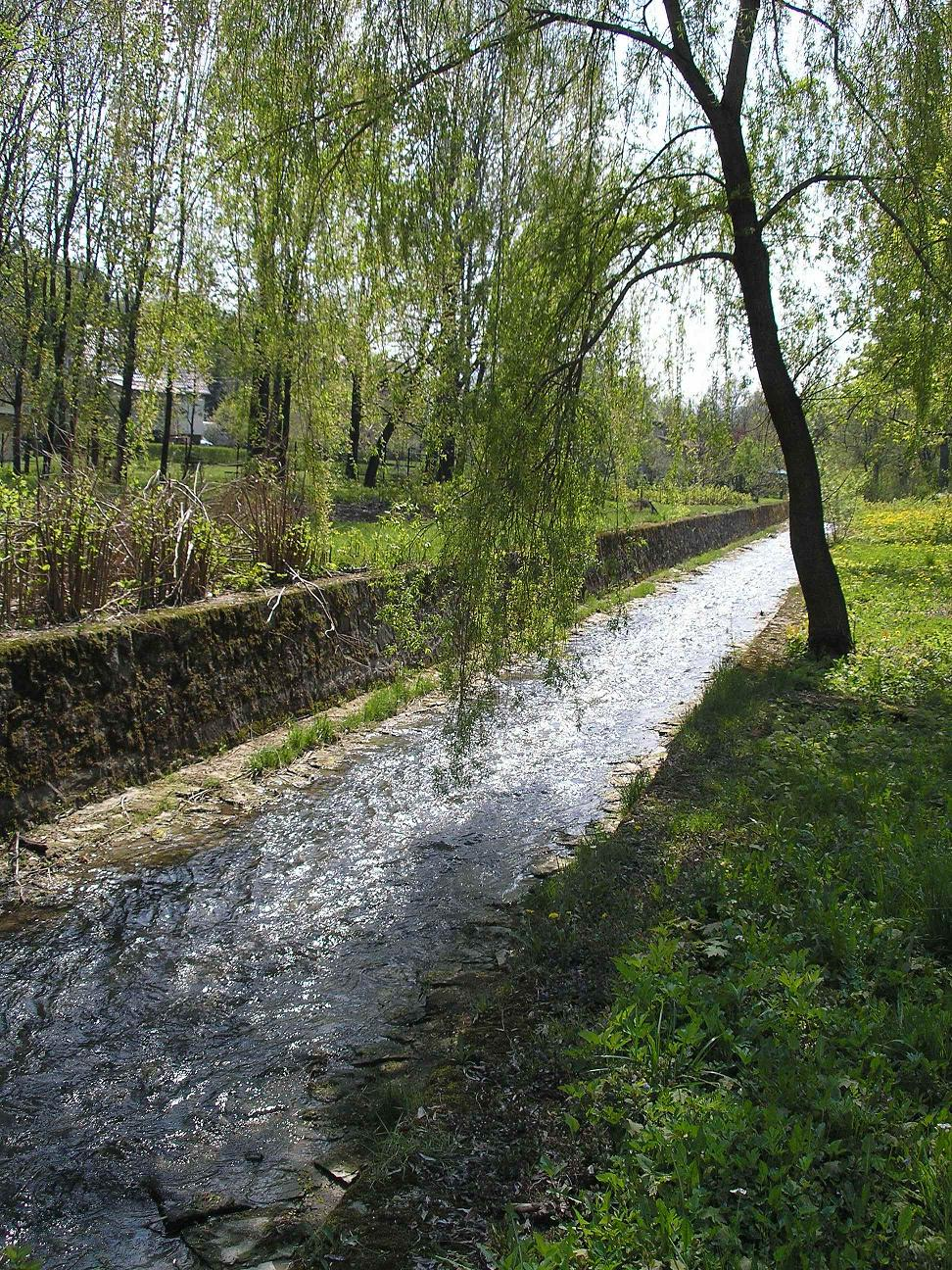
Potok Białka
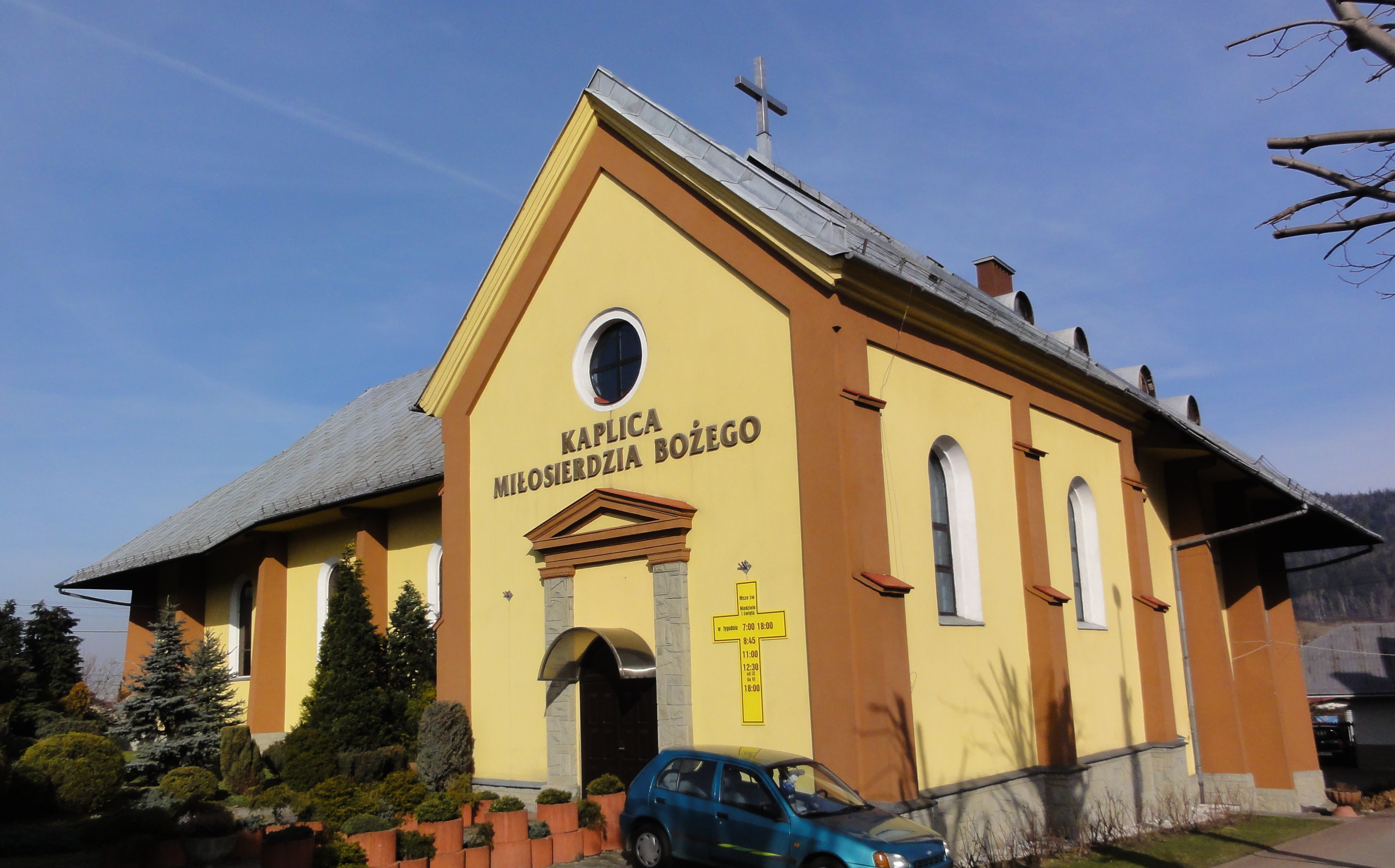
Kaplica Miłosierdzia Bożego
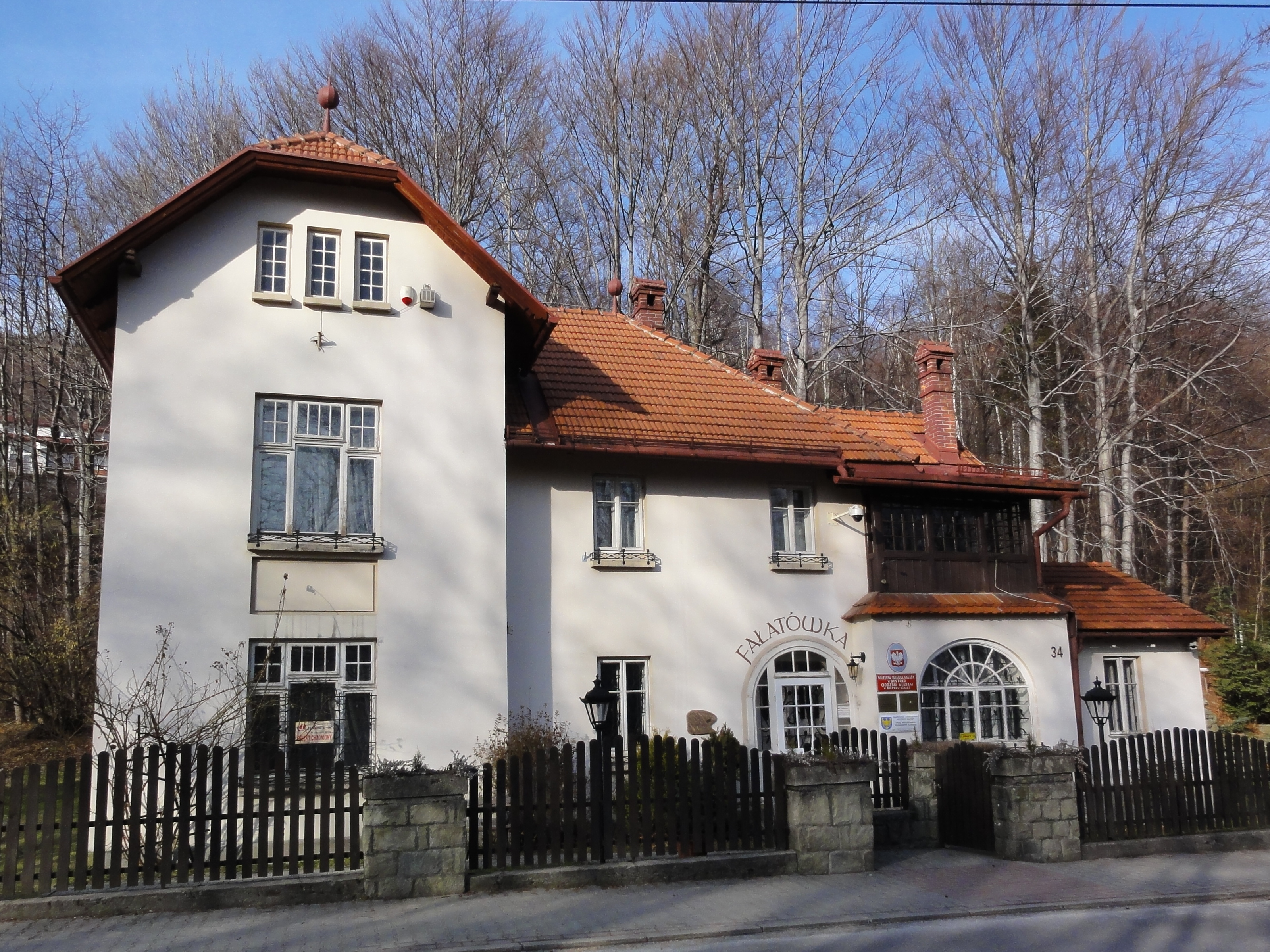
Muzeum Juliana Fałata „Fałatówka”
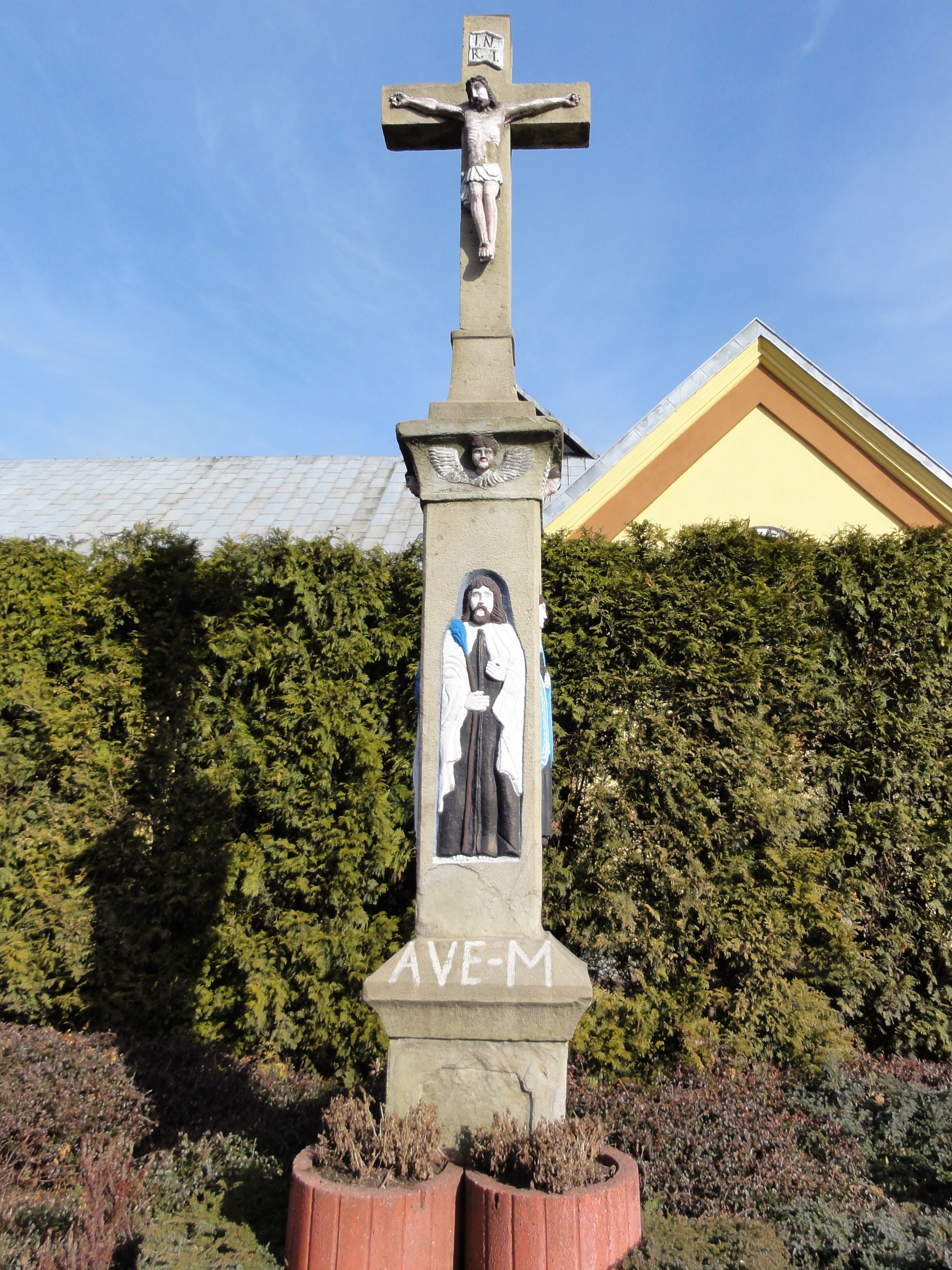
Krzyż przy Kaplicy Miłosierdzia Bożego